# Kevin Gage
Kevin Gage (Wisconsin, 26 maggio 1959) è un attore statunitense.

## Filmografia parziale
- Space Camp - Gravità zero (SpaceCamp), regia di Harry Winer (1986)
- L'erba del vicino (1989)
- Heat - La sfida (1995)
- Con Air (1997)
- Soldato Jane (1997)
- Inganno ad Atlantic City (1998)
- Point Blank - Appuntamento con la morte (Point Blank), regia di Matt Earl Beesley (1998)
- Compagnie pericolose (2001)
- Blow (2001)
- Firefly - Serie TV, 1 episodio (2002)
- Scatto mortale - Paparazzi (2004)
- La linea (2009)
- The Killing Jar - Situazione critica (2010)
- Jurassic City (2015)

## Doppiatori italiani
Nelle versioni in italiano delle opere in cui ha recitato, Kevin Gage è stato doppiato da:
- Alessandro Rossi in Heat - La sfida
- Saverio Indrio in Soldato Jane
- Massimo Lodolo in Paparazzi - Scatto mortale
- Paolo Buglioni in CSI: Miami
- Fabrizio Pucci in Banshee - La città del male
- Giovanni Petrucci in Sons of Anarchy